# Siddishallen
Siddishalen je zatvorena športska dvorana u Stavangeru u Norveškoj.
Kapaciteta je 3.100 gledatelja.
Otvorena je 1968.
Domaćim je klizalištem hokejaškom klubu "Stavanger Oilers".
Sastoji se od dvije dvorane, izgrađene tako da tvore jednu cjelinu. Prva, i najveća je otvorena 1968., kao drugo zatvoreno hokejaško igralište u Norveškoj. 

Drugo klizalište, namijenjeno treninzima, sagrađeno do starog, napravljeno je 1974.